# Maxine Doyle
Pour les articles homonymes, voir Doyle.
Maxine Doyle, née le 1er janvier 1915 à San Francisco (États-Unis) et morte le 7 mai 1973 à Woodland Hills, un quartier de Los Angeles (États-Unis), est une actrice américaine.

## Biographie
Maxine Doyle a été mariée de 1938 à 1973 au réalisateur William Witney.

## Filmographie
- 1933 : Footlight Parade : Chorus Girl (non créditée)
- 1934 : Babbitt : Verona Babbitt
- 1934 : Dames : Chorus Girl (non créditée)
- 1934 : Fashions of 1934 : Chorus Girl (non créditée)
- 1934 : Good Morning, Eve !
- 1934 : Kansas City Princess : Silent Outdoor Girl of America (non créditée)
- 1934 : La Fine Équipe : Phyllis Jenkins
- 1934 : Service with a Smile
- 1934 : She Made Her Bed : Flapper (non créditée)
- 1934 : Student Tour : Ann Lippincott - Ethelred's Niece
- 1934 : The Key : Pauline O'Connor
- 1935 : Born to Gamble : Cora Strickland
- 1935 : Condemned to Live (en) : Marguerite Mane
- 1935 : The Mystery Man : Anne Ogilvie
- 1936 : Fury Below : Mary Norsen
- 1936 : It's Up to You : Mary Kane
- 1936 : Lucky Fugitives : Aline McLain
- 1936 : Put on the Spot : Joan Williams
- 1936 : Rio Grande Romance : Joan Williams
- 1936 : Taming the Wild : June Bolton
- 1937 : Come on, Cowboys : Ellen Reed
- 1937 : Round-Up Time in Texas : Gwen Barkley
- 1937 : SOS Coast Guard : Jean Norman
- 1937 : Thanks for Listening : Toots, Homer's Intended
- 1943 : Chatterbox : Dude Ranch Invitée (non créditée)
- 1943 : G-men contre le dragon noir : Marie [Ch. 8]
- 1943 : Mystery Broadcast : Telephone Operator (non créditée)
- 1943 : Overland Mail Robbery : Mrs. Bradley (non créditée)
- 1943 : Raiders of Sunset Pass : Sally Meehan
- 1943 : Shantytown
- 1943 : Song of Texas : Cowgirl (non créditée)
- 1944 : Beneath Western Skies : Mrs. Davis (non créditée)
- 1944 : End of the Road : Florist (non créditée)
- 1944 : Firebrands of Arizona : Newspaper Reporter (non créditée)
- 1944 : Man from Frisco : Woman (non créditée)
- 1944 : San Fernando Valley : Cowgirl (non créditée)
- 1944 : Sing, Neighbor, Sing : Maxine
- 1944 : The Lady and the Monster : Réceptionniste (non créditée)
- 1946 : Daughter of Don Q : Knockout Nellie (non créditée)
- 1946 : Throw a Saddle on a Star : Mère (non créditée)

### Bande son
- 1934 : Good Morning, Eve ! (court-métrage)
- 1934 : Service with a Smile (court-métrage)
- 1934 : Student Tour
- 1937 : Round-Up Time in Texas